# Residencial Maringá
O Residencial Maringá é um bairro localizado no município de Goiânia, capital de Goiás, na região noroeste da cidade.
O loteamento original do Residencial Maringá, original de Paulo Ninchi, assim como vários outros bairros da região noroeste, era considerado irregular. O Residencial Maringá encontra-se entre bairros notórios da região noroeste, como o Morada do Sol e Parque Tremendão, além de estar próximo da Av. Mangalô, uma das principais vias do noroeste.
Segundo dados do Instituto Brasileiro de Geografia e Estatística (IBGE), divulgados pela prefeitura, no Censo 2010 a população do Residencial Maringá era de 976 pessoas.